# Mosquée Sidi Salah Bou Kabrine
La mosquée Sidi Salah Bou Kabrine (en arabe : مسجد سيدي صالح بو قبرين) est une ancienne mosquée tunisienne, détruite à la suite de l'aménagement de la rue Sidi Aloui, dans le faubourg nord de la médina de Tunis.

## Localisation
Elle se trouvait sur la rue Sidi Aloui.

## Étymologie
Elle tire son nom d'un saint homme, Sidi Salah Bou Kabrine, dont le tombeau se trouve entre Bizerte et Mateur.